# Birgit Sawyer
Birgit Sawyer, född Sandberg den 2 april 1945 i Göteborg, död 7 maj 2016 i Uppsala, var en svensk historiker. Hon hade en tid efternamnet Strand och var från 1981 gift med professor Peter Sawyer (1928–2018). De skrev tillsammans flera arbeten om förhållanden i Skandinavien under vikingatiden och medeltiden.
Birgit Sawyer blev filosofie magister 1968 och utbildade sig till lärare vid lärarhögskolan i Göteborg och hade lärartjänster i bland annat Tierp och Alingsås under tiden  1970 till 1991. Hon disputerade 1980 vid Göteborgs universitet och blev docent 1988 och lektor vid universitetet från 1991. Hon var professor vid Norges teknisk-naturvetenskapliga universitet (NTNU) i Trondheim 1996–2006. En betydande del av Sawyers forskning gäller kvinnors roll under vikingatiden och förmedeltiden och hon har bland annat belyst hur arvsförhållanden kan framgå av runstenarnas texter.
Hon är gravsatt i minneslunden på Uppsala gamla kyrkogård.